# タロットメイデンきさら
『タロットメイデンきさら』は、ろばーによる漫画。「コミックヴァルキリー」（キルタイムコミュニケーション）において2006年から連載。タロット占い好きの少女が魔法少女となり、悪の組織と対決する魔法少女もの。

## あらすじ
学校で占いをしている時にタロットを没収されたキサラは、新しいタロットを手に入れた矢先に喋る黒猫とぶつかり、お尻に「賢者の聖石」が融合してしまう。そして魔法少女として、聖石を狙う謎の組織と戦うことになる。

## 登場人物
声優はドラマCDのもの。

### 主要人物
来栖川キサラ（くるすがわ-）
声 - 釘宮理恵
本作の主人公。私立エリファス学園の中学二年生女子。趣味はタロット占いで、幼児体型であることを気にしている。ライベルが持っていた「賢者の聖石」が左尻に融合してしまったことにより、魔法少女「タロットメイデン」として蛇十字団と戦うことになってしまう。
本来は魔力をもたない普通の少女であるが、聖石の力により魔法を使えるようになっている。魔法を使用する際は、クローリィタロットを杖の先につけて使う。
ライベル
声 - 小野坂昌也
喋る黒猫。元々は名の知れた悪魔まであったが、蛇十字団に召喚された際に猫の体に無理矢理入れられ、使い魔として使役されていた。それを不服とし、元に戻るために賢者の聖石を奪って脱走するが、それがキサラと聖石が融合するきっかけとなってしまう。
自分が元に戻ったら聖石の（安全な）除去と願いを一つ叶える約束で、キサラと協力関係になる。学園内ではキサラの髪留めに変身している。なぜか土佐弁を話す。

### 私立エリファス学園関係者
藤原チエ（ふじわら-）
声 - 山口立花子
キサラの親友の一人。読書家
長瀬マユミ（ながせ-）
声 - 倉田まりや
キサラの親友の一人。財閥のお嬢様。
見田村タケシ（みたむら-）
男子中学二年生の男子で、新聞委員。魔法少女（タロットメイデン）を追っている。

### 蛇十字団
※右側の名称は本名
ディオニッソス
声 - 大久保藍子
蛇十字団のリーダー格の女。常に仮面をつけている。
ディアナ/山本キクコ（やまもと-）
声 - 沢城みゆき
六大幹部（ヘキサゴン）の一人。表向きはエリファス学園の高等部二年生女子で、昼休みにレストランでバイトをしている。乙女。
グルジエフ
六大幹部の一人である老人で、魔獣使い。夕方に学園で一人残っている乙女を無理矢理笑い泣きさせて「乙女の涙」を集めていたが、「泣かせじじい」の噂がたち、組織内で非難される。
アサナトス
六大幹部の一人である女。魔法銃使い。
デメテル/照崎得美（てるさき えるみ）
A級団員。自己を凶暴化させる「凶暴化魔法（バーサーカー）」を使う（その際は妹の傀儡術で制御してもらっている）。タロットメイデンに敗れた後、退団処分にされ、蛇十字団の記憶を消される。
セメテル/照崎成美（てるさき なるみ）
デメテル（得美）の妹。対象の毛を操り人形にいれて自在に操る「傀儡輪舞（マリオネットロンド）」を使うが、使用中は何故か性格が女王様っぽくなる。姉と同じく、記憶を消される。エリファス学園高等部一年。

### その他
澁澤スグル（しぶさわ-）
声 - 真田アサミ
キサラの憬れの男性。骨董屋「澁澤堂」の跡取り息子で、夕方頃に店番をしている。新しいタロットを買いに来たキサラに、クローリィタロットを渡す。
マスク＝ビースト
蛇十字団に敵対している男。666が刻まれたアイマスクをつけている。易術や陰陽術を使い、式神の前鬼・後鬼を使役している。

## 用語
タロットメイデン
キサラが魔法少女になった時の呼称。ライベルが名づけた（キサラ本人は嫌がっていた）。
私立エリファス学園
キサラ達が通う学園。初等部、中等部、高等部があり、全校生徒は四千人を超える。
クローリィタロット
キサラが魔法を使う時に使用する補助アイテム。あくまで増幅器なので、カード自体に魔力はない。
賢者の聖石（けんじゃのせいせき）
世界に数個しか存在しない、強大な魔力を持つ石。これと融合した者は「強大な魔力」と「不老長寿」を得る。ただし無理矢理取り出すと、反動で急激に老化する危険性がある（ライベル談）。
蛇十字団（へびじゅうじだん）
旧約聖書の蛇を知識の象徴として信仰している秘密結社。私立エリファス学園の地下に本拠地を置いている。とある目的のために、「賢者の聖石」や「13人の乙女の涙」等を集めている。「秘密の頭領（シークレットチーフ）」からの指示は絶対とされている。
六大幹部（ヘキサゴン）
蛇十字団の幹部。ディオニッソスに次ぐ地位にあると思われる。

## クローリィタロット
| 番号  | カード     | 魔法系統   |
| ----- | ---------- | ---------- |
| 0     | 愚者       | -          |
| I     | 魔術師     | -          |
| II    | 女教皇     | -          |
| III   | 女帝       | 風         |
| IV    | 皇帝       | -          |
| V     | 教皇       | -          |
| VI    | 恋人       | -          |
| VII   | 戦車       | 装甲       |
| VIII  | 調整       | -          |
| IX    | 隠者       | 探知       |
| X     | 運命の輪   | -          |
| XI    | 欲望       | -          |
| XII   | 吊るされ人 | 束縛       |
| XIII  | 死神       | -          |
| XIV   | 技         | -          |
| XV    | 悪魔       | -          |
| XVI   | 塔         | 雷         |
| XVII  | 星         | -          |
| XVIII | 月         | 水、氷     |
| XIX   | 太陽       | 光、熱、火 |
| XX    | 永劫       | 永遠停止   |
| XXI   | 宇宙       | -          |

## 単行本
- 1巻 （2007年8月発売） ISBN 978-4-86032-439-1
- 2巻 （2008年6月29日発売） ISBN 978-4-86032-598-5
- 3巻 （2008年7月12日発売） ISBN 978-4-86032-785-9